# Robert Picardo
Robert Picardo (Filadelfia, 27 ottobre 1953) è un attore statunitense, noto per aver interpretato il Dottore nel franchise di Star Trek e Richard Woolsey nel franchise di Stargate.

## Biografia
Robert Picardo detto Bob è figlio di genitori italo-americani, la famiglia paterna era originaria di Montecorvino Rovella in provincia di Salerno, mentre quella materna di Bomba, in provincia di Chieti. Picardo si è diplomato alla William Penn Charter school e ha frequentato l'Università Yale. Durante questo periodo ha ottenuto una parte nel musical Messa di Leonard Bernstein. Ha recitato inoltre nell'opera Sexual Perversity in Chicago di David Mamet e con Diane Keaton in The Primary English Class. Nel 1977 ha recitato insieme a Danny Aiello nella commedia Gemini e successivamente in molti film e telefilm televisivi. Nel 1988 ha partecipato al film horror 976 - Chiamata per il diavolo.
Nel 1989 ha ottenuto una candidatura agli Emmy awards per la sua interpretazione di Mr. Cutlip nella serie televisiva Blue Jeans. 
Dal 1995 al 2001 fa parte del cast di Star Trek: Voyager, quarta serie live action del franchise di fantascienza Star Trek, in cui interpreta la parte del Dottore, il medico olografico d'emergenza dell'astronave USS Voyager NCC-74656 capitanata da Kathryn Janeway, che col tempo si rivelerà senziente. Picardo interpreta 164 dei 168 episodi totali della serie, dirigendo inoltre gli episodi Un amore impossibile (Alter Ego, 1997), della terza stagione, e Un piccolo passo (One Small Step, 1999), della sesta stagione della serie, sceneggiando inoltre l'episodio La linea della vita (Life Line, 2000) sempre della sesta stagione. Riprenderà il personaggio nel film Primo contatto (Star Trek: First Contact, 1996), in cui interpreterà il medico olografico d'emergenza dell'astronave USS Enterprise NCC-1701-E, e nell'episodio Il Dottor Bashir, suppongo (Doctor Bashir, I Presume, 1997), della serie televisiva  Star Trek: Deep Space Nine. Appare inoltre nei cortometraggi Roddenberry on Patrol di Tim Russ (2003) e Star Trek: The Experience - Borg Invasion 4D di Ty Granoroli (2004) e nel film per la televisione Star Trek Continuum di Dan Curry (1995). Picardo presta inoltre la voce al personaggio del Dottore nei due videogiochi del franchise Star Trek: Voyager - Elite Force (2001) e Star Trek Online (2010).

## Vita privata
Dalla moglie Linda ha avuto due figlie, Nicollette Arianna (nata il 14 marzo 1989) e Gina Emira (nata il 3 novembre 1991).
È un convinto sostenitore del Partito Democratico, in particolare della tendenza liberal e progressista.

## Filmografia

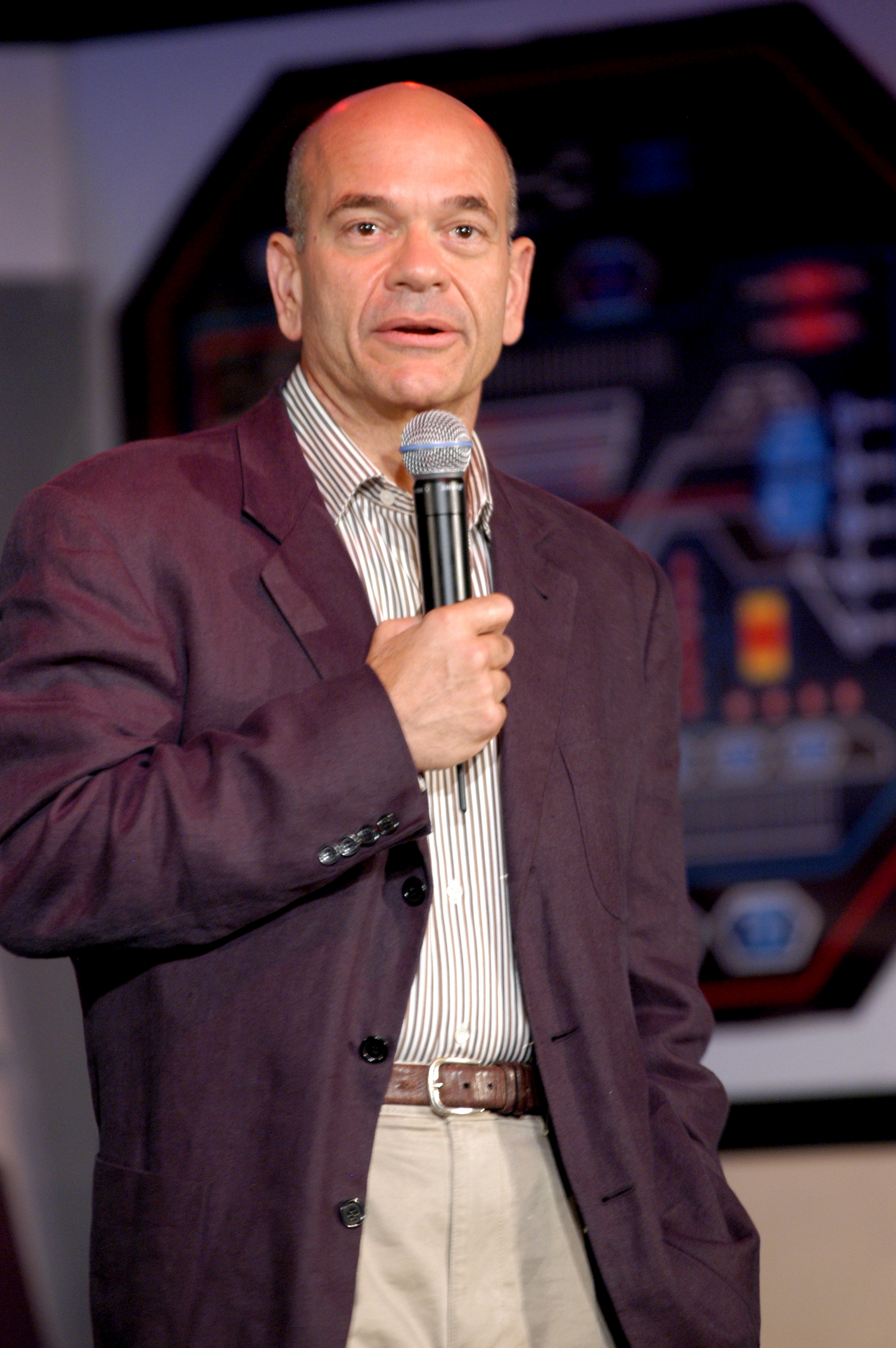
Robert Picardo nel 2005

### Attore

#### Cinema
- Doubletalk, regia di Alan Beattie - cortometraggio (1975)
- Theatre of the Absurd: Luigi Pirandello, Six Characters in Search of an Author, regia di Ken Frankel - direct-to-video (1976)
- L'ululato (The Howling), regia di Joe Dante (1981)
- Star 80, regia di Bob Fosse (1983)
- Flippaut (Get Crazy), regia di Allan Arkush (1983)
- Oh, God! You Devil, regia di Paul Bogart (1984)
- Explorers, regia di Joe Dante (1985)
- Legend, regia di Ridley Scott (1985)
- A scuola con papà (Back to School), regia di Alan Metter (1986)
- Munchies, regia di Tina Hirsch (1987)
- Salto nel buio (Innerspace), regia di Joe Dante (1987)
- Roast Your Loved One, episodio di Donne amazzoni sulla Luna (Amazon Women on the Moon), regia di Joe Dante, Carl Gottlieb, Peter Horton, John Landis, Robert K. Weiss (1987)
- Sbirri oltre la vita (Dead Heat), regia di Mark Goldblatt (1988)
- Jack's Back, regia di Rowdy Herrington (1988)
- 976 - Chiamata per il diavolo (976-EVIL), regia di Robert Englund (1989)
- L'erba del vicino (The 'Burbs), regia di Joe Dante (1989)
- Seduttore a domicilio (Loverboy), regia di Joan Micklin Silver (1989)
- Gremlins 2 - La nuova stirpe (Gremlins 2: The New Batch), regia di Joe Dante (1990)
- Violenza a un minorenne (Frame Up), regia di Paul Leder (1991)
- Samantha - il sorriso della vita (Samantha), regia di Stephen La Rocque (1991)
- Motorama, regia di Barry Shils (1991)
- Matinee, regia di Joe Dante (1993)
- Wagons East!, regia di Peter Markle (1994)
- Ripple, regia di Jonathan Segal - cortometraggio (1995)
- Primo contatto (Star Trek: First Contact), regia di Jonathan Frakes (1996) - Dottore
- Menno's Mind, regia di Jon Kroll (1996)
- Women Without Implants, regia di Anne De Salvo - cortometraggio (1997)
- Small Soldiers, regia di Joe Dante (1998)
- Archibald the Rainbow Painter, regia di Les Landau (1998)
- The Amati Girls, regia di Anne De Salvo (2000)
- Slice of Life, regia di David Livingston - cortometraggio (2000)
- Until Morning, regia di Roger Nehls (2002)
- Looney Tunes: Back in Action, regia di Joe Dante (2003)
- Roddenberry on Patrol, regia di Tim Russ - cortometraggio direct-to-video (2003)
- Star Trek: The Experience - Borg Invasion 4D, regia di Ty Granoroli - cortometraggio (2004)
- Love Hollywood Style, regia di Michael Stein (2006)
- Rocketboy, regia di Justin Guerrieri - cortometraggio (2006)
- Revenge, regia di David Livingston - cortometraggio direct-to-video (2006)
- The Blacksmith and the Carpenter, regia di Chris Redish - cortometraggio (2007)
- Universal Remote, regia di Gary Hardwick (2007)
- P.J., regia di Russ Emanuel (2008)
- Universal Signs, regia di Ann Calamia (2008)
- Chasing the Green, regia di Russ Emanuel (2009)
- Chad & The Alien Toupee, regia di Peter Paul Basler - cortometraggio (2009)
- Sensored, regia di Ryan Todd (2009)
- Get the Dime, regia di Stephen Nichols - cortometraggio (2009)
- Mega Shark Versus Crocosaurus, regia di Christopher Douglas - direct-to-video (2010)
- The Candidate, regia di David Karlak - cortometraggio (2010)
- Trail of Blood, regia di Joseph Guerrieri e Justin Guerrieri (2011)
- Ask Alphonso, regia di Travis Oates e James L. Perry - cortometraggio (2011)
- The Captains, regia di William Shatner - documentario (2011)
- Beethoven - L'avventura di Natale (Beethoven's Christmas Adventure), regia di John Putch (2011)
- End of the Road, regia di J.P. Pierce (2011)
- Camilla Dickinson, regia di Cornelia Duryée (2012)
- The Legends of Nethiah, regia di Russ Emanuel e Tomax Aponte (2012)
- The Awakened, regia di Adrian DeLude ed Eric Nichols (2012)
- Rock Jocks, regia di Paul V. Seetachitt (2012)
- Atlas Shrugged II: The Strike, regia di John Putch (2012)
- It's a Frame-Up!, regia di Michael Schlesinger - cortometraggio (2013)
- The Inspector Chronicles: Untitled Prequel About a Space Traveler Who Can Also Travel Through Time, regia di Nicholas Acosta - cortometraggio (2013)
- Age of Tomorrow, regia di James Kondelik - direct-to-video (2014)
- Infiltrators, regia di Michael Stokes (2014)
- Non chiudere gli occhi (Don't Blink), regia di Travis Oates (2014)
- The Moneymaker, regia di Devin Curry - cortometraggio (2015)
- Mansion of Blood, regia di Mike Donahue (2015)
- Star Trek: Renegades, regia di Tim Russ (2015)
- The Meddler - Un'inguaribile ottimista (The Meddler), regia di Lorene Scafaria (2015)
- Occupants, regia di Russ Emanuel (2015)
- Ave, Cesare! (Hail, Caesar!), regia di Joel ed Ethan Coen (2016)
- The Father and the Bear, regia di John Putch (2016)
- Surge of Power: Revenge of the Sequel, regia di Antonio Lexerot e Vincent J. Roth (2016)
- Carghost, regia di Jesse Orrall - cortometraggio (2017)
- Extra School, regia di Cary Anderson - cortometraggio (2017)
- The Assassin's Apprentice, regia di Russ Emanuel - cortometraggio (2018)
- Buttons, regia di Tim Janis (2018)
- The Phantom Menace, regia di Charlie Barrett Fallon e Sean Fallon - cortometraggio (2018) - Robert Picardo
- The Stooge, regia di Rogelio Fojo - cortometraggio (2019)
- Torn, regia di Zach Bandler - cortometraggio (2019)
- Ben, frankly., regia di Ahmet Tan - cortometraggio (2019)
- Dust Nuggets, regia di Andrew Pochan (2020)
- Unbelievable!!!!!, regia di Steven L. Fawcette (2020)
- Past Cure, regia di Carmelo Chimera - cortometraggio direct-to-video (2021)
- Deck the Heart, regia di Candice T. Cain (2021)
- Discontinued, regia di Trevor Peckham (2022)
- MEAD, regia di J. Allen Williams (2022)
- Confess, Fletch, regia di Greg Mottola (2022)
- Alphonso: On the Trail of the Man in the Iron Mask, regia di Elizabeth Moore - cortometraggio (2023)
- Space Command Redemption, regia di Marc Scott Zicree (2024)
- Surge of Power: Where There's Smoke, regia di Mario DeAngelis, Jeff Rector, Vincent J. Roth (2024)
- The Traumatist, regia di Michelle Beck - cortometraggio (2024)

#### Televisione
- Kojak – serie TV, episodi 4x19-4x20 (1977)
- Taxi – serie TV, episodio 2x04 (1979)
- Mercanti di sogni (The Dream Merchants), regia di Vincent Sherman - miniserie TV (1980)
- Una questione di principio (The Violation of Sarah McDavid), regia di John Llewellyn Moxey – film TV (1981)
- Golden Gate, regia di Paul Wendkos – film TV (1981)
- Le acque del Niagara (Lois Gibbs and the Love Canal), regia di Glenn Jordan – film TV (1982)
- Il mio amico Ricky (Silver Spoons) - serie TV, episodio 1x01 (1982)
- Alice – serie TV, 8 episodi (1982-1984)
- Archie Bunker's Place – serie TV, episodio 4x13 (1983)
- Lui, lei e gli altri (It Takes Two) - serie TV, episodio 1x13 (1983)
- Dixie: Changing Habits, regia di George Englund – film TV (1983)
- L'altra donna (The Other Woman), regia di Melville Shavelson – film TV (1983)
- Steambath – serie TV, 6 episodi (1983)
- Michael Nesmith in Television Parts - serie TV, episodio 1x05 (1985)
- Cuori senza età (The Golden Girls) – serie TV, episodio 1x18 (1986)
- Benson – serie TV, episodio 7x14 (1986)
- Hardcastle & McCormick – serie TV, episodio 3x16 (1986)
- Storie incredibili (Amazing Stories) – serie TV, episodio 1x17 (1986)
- Top Secret (Scarecrow and Mrs. King) – serie TV, episodio 3x21 (1986)
- Throb – serie TV, episodio 1x01 (1986)
- Roses Are for the Rich, regia di Michael Miller – film TV (1987)
- I quattro della scuola di polizia (21 Jump Street) – serie TV, episodio 1x07 (1987)
- S.O.S. Terra (The Man Who Fell to Earth), regia di Bobby Roth - film TV (1987)
- Il motel della paura (Bates Motel), regia di Richard Rothstein – film TV (1987)
- Jack, investigatore privato (Private Eye) – serie TV, episodio 1x01 (1987)
- Signor presidente (Mr. President) – serie TV, episodio 2x03 (1987)
- A cuore aperto (St. Elsewhere) – serie TV, episodio 6x09 (1987)
- L.A. Law - Avvocati a Los Angeles (L.A. Law) – serie TV, episodi 1x18-6x07 (1987-1991)
- Blue Jeans (The Wonder Years) – serie TV, 14 episodi (1988-1991)
- China Beach – serie TV, 60 episodi (1988-1991)
- The Cover Girl and the Cop, regia di Neal Israel – film TV (1989)
- Bravo Dick (Newhart) – serie TV, episodio 7x16 (1989)
- Violation of Trust (She Says She's Innocent), regia di Charles Correll – film TV (1991)
- CBS Schoolbreak Special – serie TV, episodio 9x02 (1992)
- The Witches of Eastwick, regia di Rick Rosenthal – film TV (1992)
- Relazione mortale (A Murderous Affair: The Carolyn Warmus Story), regia di Martin Davidson – film TV (1992)
- Senza tregua (Deadly Matrimony), regia di John Korty – film TV (1992)
- The Powers That Be – serie TV, episodio 2x06 (1992)
- Le avventure di Brisco County Jr. (The Adventures of Brisco County, Jr.) – serie TV, episodio 1x02 (1993)
- Quell'uragano di papà (Home Improvement) – serie TV, episodi 3x04-3x07 (1993)
- Mio marito è innocente (Fatal Deception: Mrs. Lee Harvey Oswald), regia di Robert Dornhelm – film TV (1993)
- I racconti della cripta (Tales from the Crypt) – serie TV, episodio 5x13 (1993)
- La rivincita dei nerds IV (Revenge of the Nerds IV: Nerds in Love), regia di Steve Zacharias – film TV (1994)
- Una prova difficile (White Mile), regia di Robert Butler – film TV (1994)
- Rebel Highway - serie TV, episodio 1x04 (1994)
- VR.5 - serie TV, episodio 1x01 (1995)
- E.R. - Medici in prima linea (ER) – serie TV, episodio 2x06 (1995)
- Out There, regia di Sam Irvin – film TV (1995)
- Star Trek Contunuum, regia di Dan Curry - film TV (1995) - Dottore
- Star Trek: Voyager – serie TV, 168 episodi (1995-2001) – Dottore
- Star Trek: Deep Space Nine – serie TV, episodio 5x16 (1997) – Lewis Zimmerman
- La seconda guerra civile americana (The Second Civil War), regia di Joe Dante – film TV (1997)
- Ultime dal cielo (Early Edition) – serie TV, episodio 1x21 (1997)
- Oltre i limiti (The Outer Limits) – serie TV, episodio 4x19 (1998)
- Ally McBeal – serie TV, episodio 2x22 (1999)
- The Eddie Files - serie TV, episodio 2x05 (2000)
- Seven Days – serie TV, episodio 3x14 (2001)
- Frasier – serie TV, episodio 9x11 (2001)
- Crossing Jordan – serie TV, episodio 1x13 (2002)
- The Practice - Professione avvocati (The Practice) – serie TV, episodio 7x05 (2002)
- Sabrina, vita da strega (Sabrina, the Teenage Witch) – serie TV, episodi 7x18-7x22 (2003)
- The Dead Zone – serie TV, episodio 2x13 (2003)
- The Lyon's Den - serie TV, 7 episodi (2003)
- West Wing - Tutti gli uomini del Presidente (The West Wing) – serie TV, episodio 5x17 (2004)
- Stargate SG-1 – serie TV, 7 episodi (2004-2007) – Richard Woolsey
- 4400 (The 4400) – serie TV, episodio 2x04 (2005)
- Masters of Horror – serie TV, episodio 1x06 (2005)
- E-Ring – serie TV, 4 episodi (2005-2006)
- The O.C. – serie TV, episodio 3x13 (2006)
- Eve – serie TV, episodio 3x17 (2006)
- ShockWave - L'attacco dei droidi (A.I. Assault), regia di Jim Wynorski - film TV (2006)
- Stargate Atlantis – serie TV, 26 episodi (2006-2009) - Richard Woolsey
- Cold Case - Delitti irrisolti (Cold Case) – serie TV, episodio 4x12 (2007)
- The Closer – serie TV, episodio 3x03 (2007)
- CSI: NY – serie TV, episodio 4x06 (2007)
- Women's Murder Club – serie TV, episodio 1x04 (2007)
- Ben 10 - Corsa contro il tempo (Ben 10: Race Against Time), regia di Alex Winter - film TV (2007)
- Smallville – serie TV, episodi 7x19-7x20 (2008)
- Chuck – serie TV, episodio 2x16 (2009)
- Pushing Daisies – serie TV, episodio 2x12 (2009)
- Castle – serie TV, episodi 1x10-2x13 (2009-2010)
- Justified – serie TV, episodio 1x06 (2010)
- Persone sconosciute (Persons Unknown) – serie TV, episodio 1x13 (2010)
- Monsterwolf, regia di Todor Chapkanov – film TV (2010)
- Supernatural – serie TV, episodio 6x09 (2010)
- The Odds, regia di Jeff Wadlow - film TV (2010)
- No Ordinary Family – serie TV, episodio 1x18 (2011)
- Stargate Universe – serie TV, episodio 2x15 (2011) - Richard Woolsey
- United States of Tara – serie TV, episodio 3x09 (2011)
- Morlocks, regia di Matt Codd - film TV (2011)
- NTSF:SD:SUV:: – serie TV, episodio 1x11 (2011)
- Harry's Law – serie TV, episodio 2x11 (2012)
- Body of Proof – serie TV, episodio 2x14 (2012)
- Femme Fatales - Sesso e crimini (Femme Fatales) – serie TV, episodio 2x19 (2012)
- Austin & Ally – serie TV, episodio 1x18 (2012)
- The Mentalist – serie TV, 4 episodi (2012-2013)
- Happy Endings – serie TV, episodio 3x12 (2013)
- The Client List - Clienti speciali (The Client List) – serie TV, episodio 2x04 (2013)
- Jessie – serie TV, episodio 2x13 (2013)
- Hawaii Five-0 – serie TV, episodio 3x20 (2013)
- Perception – serie TV, episodio 2x02 (2013)
- Untitled Web Series About a Space Traveler Who Can Also Travel Through Time - serie TV, episodio 1x07 (2013)
- Bones – serie TV, episodio 9x15 (2014)
- Morganville: The Series - serie TV, 6 episodi (2014)
- Aquarius – serie TV, episodio 1x06 (2015)
- Significant Mother – serie TV, episodio 1x03 (2015)
- Suspense – serie TV, episodio 3x01 (2016)
- Lucifer – serie TV, episodio 2x04 (2016)
- Salem – serie TV, episodio 3x04 (2016)
- Cozmo's - serie TV, episodi sconosciuti (2016)
- The Good Fight – serie TV, episodio 1x02 (2017)
- Genius - serie TV, episodio 1x09 (2017) - Abraham Flexner
- L'ultimo tycoon (The Last Tycoon) – serie TV, episodio 1x05 (2017)
- Grey's Anatomy – serie TV, episodio 14x06-14x11 (2017-2018)
- The Orville – serie TV, episodi 1x10-2x03 (2017-2019)
- Schooled – serie TV, episodio 1x05 (2019) - Robert Picardo
- The Code – serie TV, episodi 1x06-1x10 (2019)
- The Flash – serie TV, episodi 5x12-5x18 (2019)
- Dickinson – serie TV, 10 episodi (2019-2021)
- (home)School, regia di Jessica Sherif – film TV (2020)
- Station 19 – serie TV, episodio 4x01 (2020)
- The Family Business – serie TV, 12 episodi (2020-2021)
- Space Heroes – serie TV, episodio 1x01 (2021)
- CSI: Vegas – serie TV, episodio 2x07 (2020)
- Mythic Quest - serie TV, episodio 3x07 (2022)
- Space Command – serie TV, episodi 1x01-1x02-1x25 (2020-2022)
- NCIS - Unità anticrimine – serie TV, episodio 20x10 (2023)
- Quantum Leap – serie TV, episodio 1x11 (2023)
- Natale a Biltmore (A Biltmore Christmas), regia di John Putch - film TV (2023)
- Young Sheldon – serie TV, episodio 7x02 (2024)

### Doppiatore

#### Cinema
- Atto di forza (Total Recall), regia di Paul Verhoeven (1990)
- Pazzi a Beverly Hills (L.A. Story), regia di Mick Jackson (1991)
- Pagemaster - L'avventura meravigliosa (The Pagemaster), regia di Pixote Hunt e Joe Johnston (1994)
- Quantum Quest: A Cassini Space Odyssey, regia di Harry 'Doc' Kloor e Daniel St. Pierre (2010)

#### Televisione
- Capitol Critters – serie TV, episodio 1x10 (1992)
- I dinosauri (Dinosaurs) - serie animata, episodi 3x03-3x09-3x11 (1992-1993)
- Batman - serie animata, episodio 1x49 (1993)
- Pfish and Chip in Short Pfuse, regia di Butch Hartman - cortometraggio TV (1995)
- Scemo & più scemo (Dumb and Dumber) - serie animata, episodio 1x03 (1995)
- Che spettacolo di cartoni animati (The What a Cartoon Show) - serie animata, episodi 1x13-1x37 (1995-1997)
- Savage Dragon (The Savage Dragon) - serie animata, 13 episodi (1996)
- The Blues Brothers Animated Series - serie animata, episodi 1x03-1x04-1x08 (1997)
- Mucca e Pollo (Cow and Chicken) - serie animata, episodio 3x10 (1998)
- Buzz Lightyear da Commando Stellare (Buzz Lightyear of Star Command) - serie animata, episodio 1x47 (2000)
- Le tenebrose avventure di Billy e Mandy (The Grim Adventures of Billy & Mandy) - serie animata, episodio 1x13 (2002)
- Justice League - serie animata, 4 episodi (2002-2003) - Amazo, Blackhawk e altri
- Justice League Unlimited - serie animata, episodi 1x08-1x11 (2004) - Amazo e altri
- Ben 10 - serie animata, episodio 2x02 (2006)
- Bravest Warriors - serie animata, 7 episodi (2014-2018)
- Justice League Action - serie animata, episodio 1x22 (2017) - Harvey Dent / Two Face
- Monster School Animation - serie animata, episodio 1x01 (2017)
- Hot Street - serie animata, episodio 2x02 (2019)
- The Flash – serie TV, episodio 9x12 (2023)
- Star Trek: Prodigy - serie animata, 17 episodi (2024) - Dottore

#### Videogiochi
- Star Trek: Voyager - Elite Force, regia di Brian Pelletier (2000) - Dottore
- At World's End, regia di Nick Bridger (2007)
- Too Human, regia di Denis Dyack e Ken Lobb (2008)
- Star Trek Online, regia di Joe Lyford e Lani Minella (2010) - Dottore
- Call of Duty: Black Ops, regia di Dave Anthony (2010)
- Call of Duty: Black Ops II, regia di Dave Anthony (2012)
- Call of Duty: Black Ops III, regia di Jason Blundell (2015)
- Fallout 4, regia di Todd Howard (2015)
- Hellraid (2015)
- Call of Duty: Revelations, regia di Corky Lehmkuhl (2016)
- Call of Duty: Black Ops IIII, regia di Mo Davoudian e Jason Blundell (2018)

### Produttore
- Ask Alphonso, regia di Travis Oates e James L. Perry - cortometraggio (2011)

### Regista
- Star Trek: Voyager - serie TV, episodi 3x14-6x08 (1997-1999)

### Sceneggiatore

#### Cinema
- Slice of Life, regia di David Livingston - cortometraggio (2000)
- Ask Alphonso, regia di Travis Oates e James L. Perry - cortometraggio (2011)
- Alphonso: On the Trail of the Man in the Iron Mask, regia di Elizabeth Moore - cortometraggio (2023)

#### Televisione
- Star Trek: Voyager - serie TV, episodio 6x24 (2000)

## Radio
- Expeditionary Force: Homefront - podcast (2019)
- ElfQuest: Journey to Sorrow's End - podcast (2022)

## Teatro (parziale)
- Messa
- Sexual Perversity in Chicago
- The Primary English Class (1976)
- Gemini (1977-1981)
- Tribute (1978)
- Nassim (2018)
- Enter Laughing (2019)

## Discografia

### Album in studio
- 2001 - Basic Bob - Parodies Travesties Anomalies
- 2003 - Extreme Bob: More Parodies, Travesties, Anomalies

### Colonne sonore
- 2011 - Scrooge (Music From The 1970 Motion Picture) (con Leslie Bricusse e Dominik Hauser)

### Audiolibri
- 1995 - Star Trek Voyager: Caretaker
- 2002 - Star Trek: Voyager - The Hologram's Handbook

## Riconoscimenti (parziale)
- Bonehead Award
  - 2018 - Candidatura al miglior attore maschile non protagonista per Occupants
  - 2019 - Miglior cast in un cortometraggio per The Assassin's Apprentice (condiviso con Marina Sirtis, Reka Rene, Tarah Paige e Luis Carazo)
- Primetime Emmy Awards
  - 1989 - Candidatura al migliore attore ospite in una serie comica o commedia per l'episodio Loosiers della serie televisiva Blue Jeans
- Saturn Award
  - 1991 - Candidatura al miglior attore non protagonista per Gremlins 2: The New Batch
  - 2000 - Candidatura al miglior attore non protagonista in una serie televisiva di genere per Star Trek: Voyager

## Doppiatori italiani
Nelle versioni in italiano delle opere in cui ha recitato, Robert Picardo è stato doppiato da:
- Oliviero Dinelli in Shockwave - L'attacco dei droidi, Women's Murder Club, Castle, Bones, L'ultimo tycoon
- Angelo Maggi in Storie incredibili, Masters of Horror
- Vittorio De Angelis in Top Secret, Salto nel buio
- Nino Prester in L'erba del vicino, Seduttore a domicilio
- Luca Biagini in Gremlins 2 - La nuova stirpe, La seconda guerra civile americana
- Franco Zucca in Star Trek: Voyager, The O.C.
- Antonio Sanna in Stargate SG-1, Stargate Atlantis (st. 3, 5)
- Giovanni Petrucci in Grey's Anatomy, Aquarius
- Gianni Giuliano in The Mentalist (ep. 6x05-6x06), Confess, Fletch
- Massimo Dapporto ne Il mio amico Ricky
- Cesare Barbetti ne Il motel della paura
- Carlo Sabatini in 976 - Chiamata per il diavolo
- Stefano Santospago in China Beach
- Franco Agostini in L'ululato
- Paolo Buglioni in Explorers
- Francesco Pannofino in Matinee
- Gianni Quillico in Ally McBeal
- Mino Caprio in Stargate Atlantis (st. 4)
- Sandro Iovino in CSI: NY
- Carlo Reali in The Closer
- Stefano De Sando in Cold Case - Delitti irrisolti
- Gaetano Varcasia in Smallville
- Massimo Gentile in Supernatural
- Leslie La Penna in Hawaii Five-0
- Ennio Coltorti in Perception
- Gerolamo Alchieri in Ave, Cesare!
- Saverio Moriones in Lucifer[2]
- Paolo Maria Scalondro in The Good Fight
- Gaetano Lizzio in Station 19
- Pasquale Anselmo in The Orville
- Roberto Fidecaro in CSI: Vegas[3]
- Paolo Marchese in NCIS - Unità anticrimine[4]
- Alessandro Budroni in Young Sheldon

Da doppiatore è sostituito da:
- Gianfranco Bellini in Atto di forza
- Diego Sabre in Call of Duty: Black Ops
- Pino Pirovano in Call of Duty: Black Ops III
- Alessandro Testa in Fallout 4